# Осадець Мегера
Осадець Мегера (Lasiommata megera) — вид денних метеликів з родини сонцевиків (Nymphalidae).

## Поширення
Вид поширений у Європі, Північній Африці, Західній та Середній Азії від Ірландії до Західного Китаю. В Україні трапляється у лісостеповій та степовій зоні, у Карпатах та Закарпатті, Південному березі Криму.

## Опис

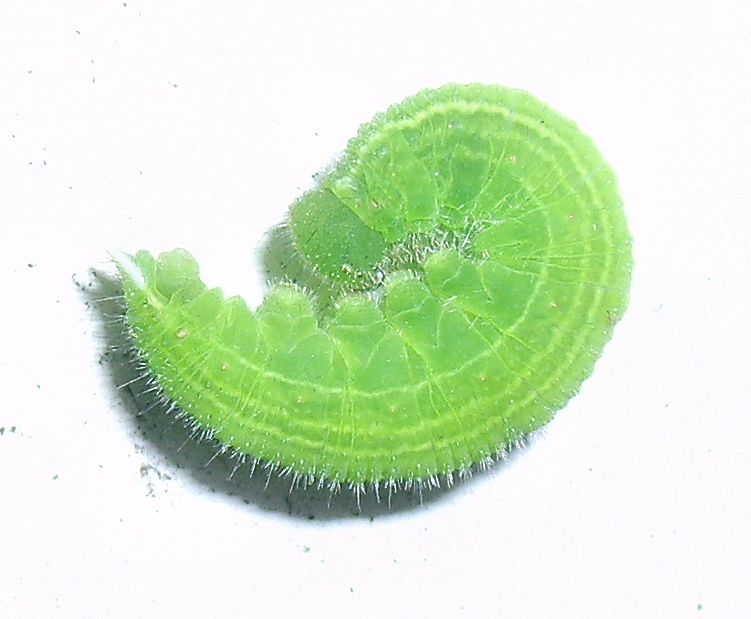
Гусінь

Довжина переднього крила 21-23 мм. У самця переднє крило оранжево-жовте, з тонким малюнком, що складається з коричневої крайової смуги і вузьких темно-коричневих штрихів. Біля вершини переднього крила розташовано контрастне чорне вічко з білим центром; іноді поруч з ним, ближче до вершини, є дуже дрібне додаткове вічко. Заднє крило зверху темне біля основи, з двома жовто-помаранчевими перев'язами, які розділені вузької коричневою смугою; по зовнішньої перев'язі розташовується ряд з трьох — чотирьох вічкастих плям з білим центром. Нижня поверхня переднього крила вохристо-помаранчева або вохристо-жовта, з чорною вічкастою плямою біля вершини, світло-коричневою перев'яззю біля краю і чотирма коричневими штрихами, що перетинають центральну клітинку.

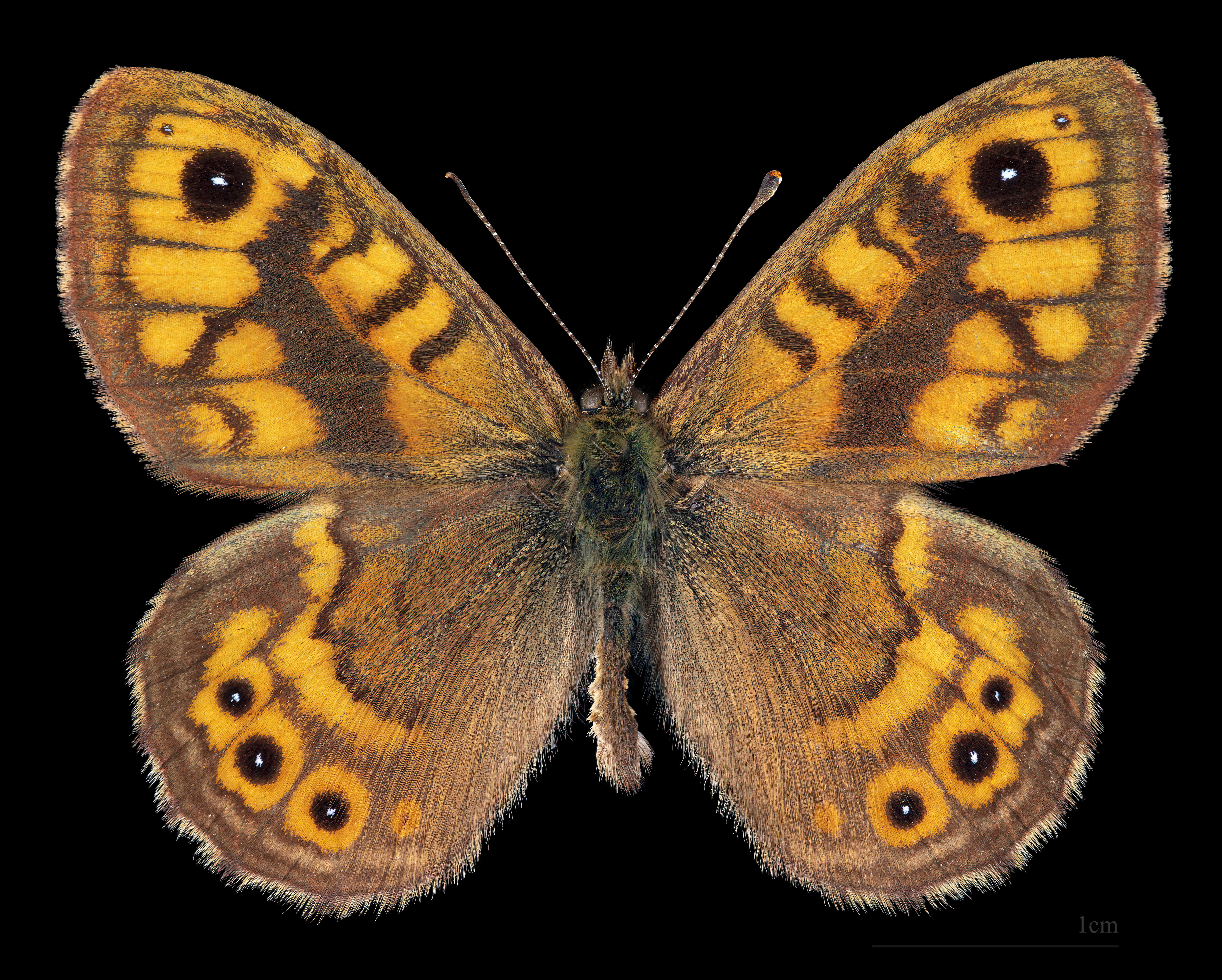
Lasiommata megera megera  ♂
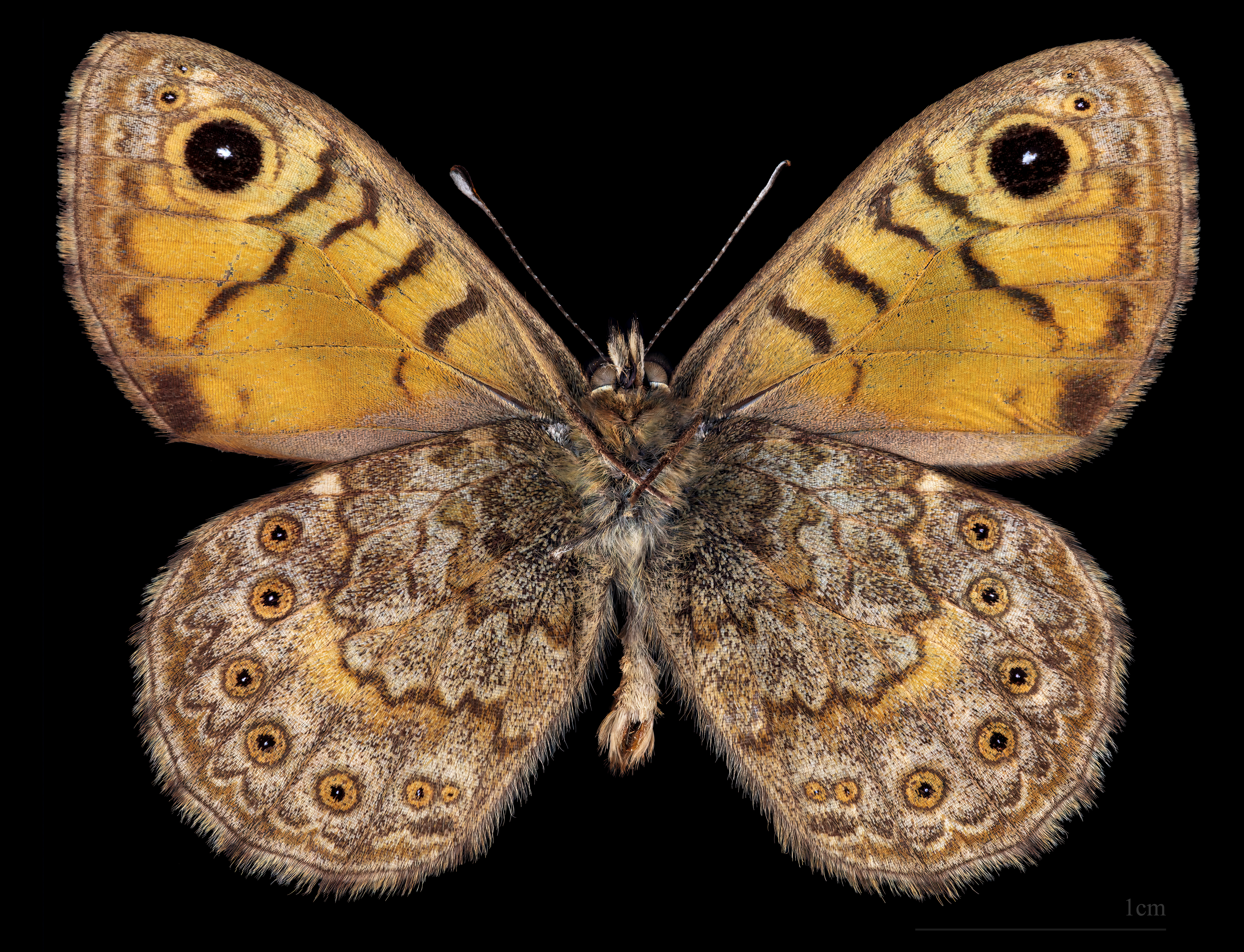
♂ △
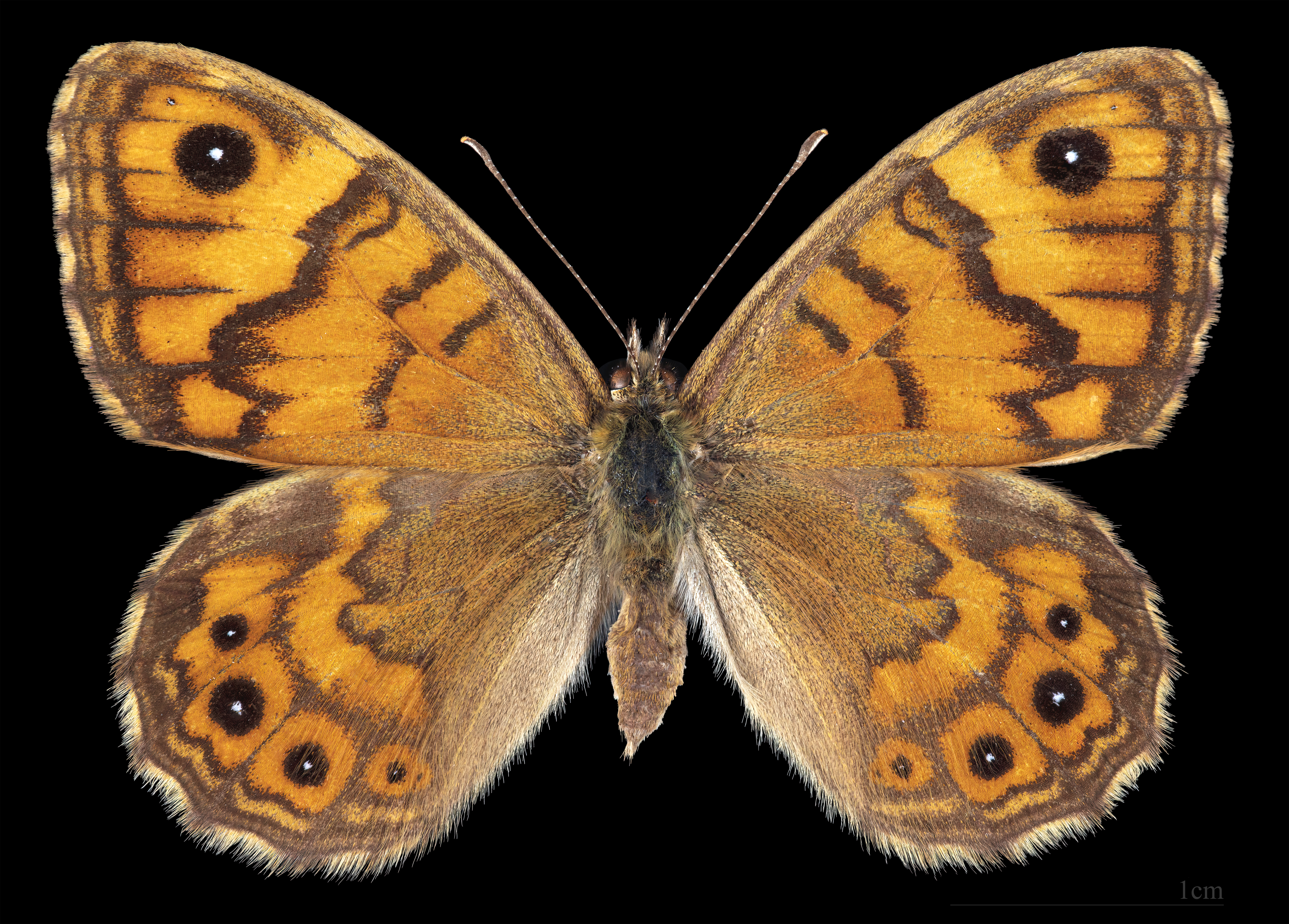
♀
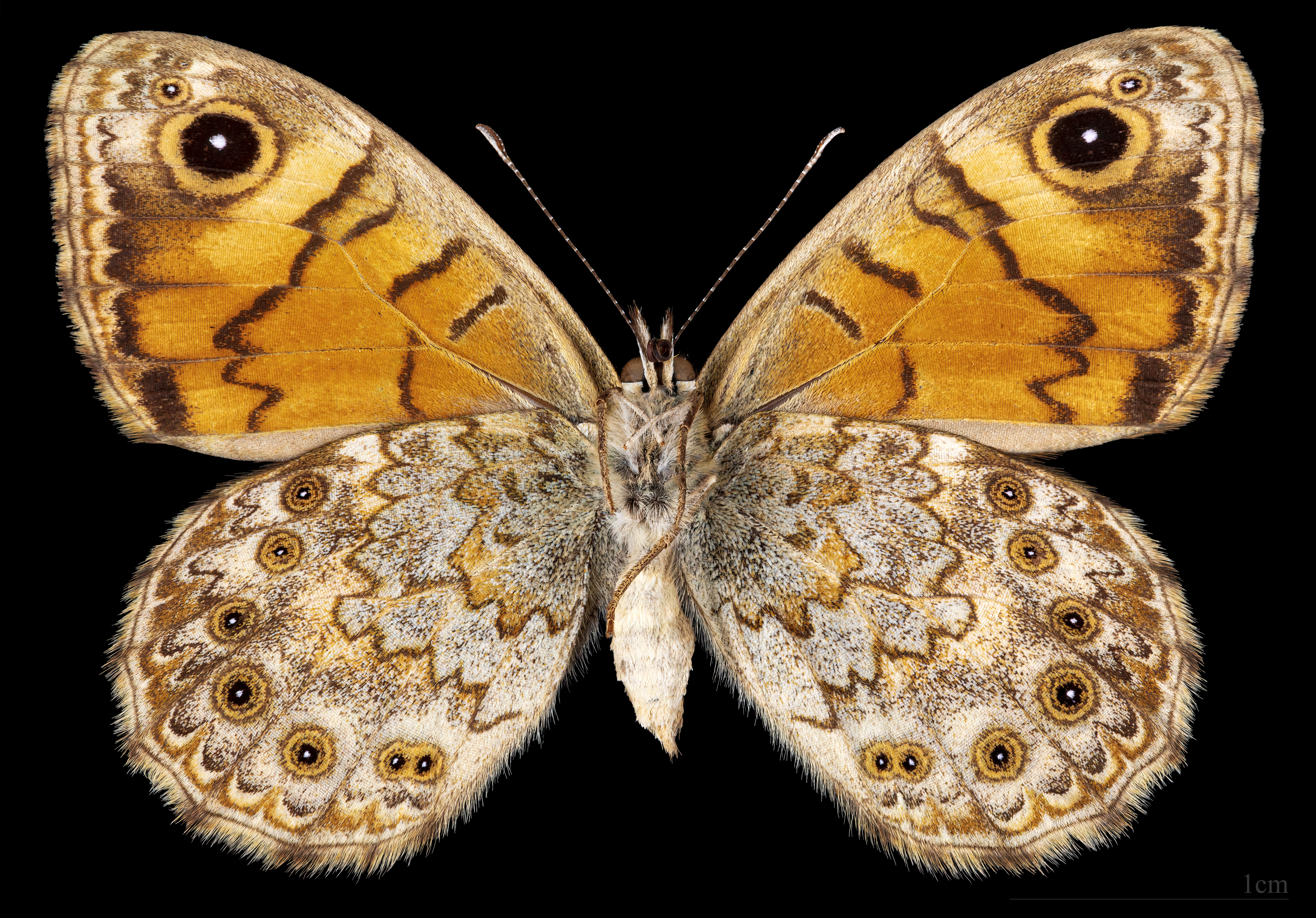
♀ △

У самиці малюнок подібний, але без андроконіального поля на передньому крилі. Нижня поверхня заднього крила з більш строкатим малюнком і вужчими вічками.

## Спосіб життя
Метелики трапляються на відкритих ландшафтах, луках, полях, галявинах, у рідколіссях, на узбіччях доріг. Літають з квітня по вересень. У рік буває 2-3 покоління. Самиці відкладають яйця по одному на стебла або листя злаків. Яйця розвивається 10 днів. Зимує гусениця. Заляльковується поблизу від поверхні ґрунту на стеблах рослин.